# 保罗·曼宁
保罗·曼宁（英語：Paul Manning，1974年11月6日—），英国男子自行车运动员。他曾代表英国参加2000年、2004年和2008年夏季奥林匹克运动会自行车比赛，获得一枚金牌、一枚银牌和一枚铜牌。